# Vincent Ward
Vincent Ward ONZM (Greytown,16 de fevereiro de 1956) é um diretor, roteirista e artista de cinema da Nova Zelândia, nomeado oficial da Ordem de Mérito da Nova Zelândia em 2007 por sua contribuição à produção de filmes. Ele é mais conhecido por seus filmes fortemente visuais e orientados para o desempenho, bem como por sua capacidade de criar mundos visualmente impressionantes e mágicos. Seus filmes receberam reconhecimento internacional no Oscar e no Festival de Cannes e são aclamados por suas imagens fortes e icônicas. O Boston Globe o chamou de "um dos grandes criadores de imagens do cinema", enquanto Roger Ebert, um dos principais críticos de cinema da América, o considerou "um verdadeiro visionário".

## Vida e carreira
Ward nasceu em 16 de fevereiro de 1956  em Greytown, Nova Zelândia. Ele foi educado no St Patrick's College, Silverstream, e também treinou na Ilam School of Fine Arts da University of Canterbury em Christchurch, Nova Zelândia. Enquanto ainda estava na escola de arte, começou a escrever e dirigir filmes. Ele começou a escrever e dirigir filmes aos 18 anos. Em 1978–81, ele fez o documentário In Spring One Plants Alone, que venceu o Grande Prêmio de 1982 no Cinéma du Réel, de Paris; e um Silver Hugo no Festival de Cinema de Chicago. In Springs One Plants Alone fornece o ponto de partida para seu longa mais tarde, Rain of the Children (2008). Sua estréia foi Vigil (1984).
Os filmes de Ward ganharam elogios da crítica e atenção do festival, alcançando uma audiência internacional. Vigil, The Navigator: A Medieval Odyssey (1988) e Map of the Human Heart (1993) foram os primeiros filmes de um neozelandês a serem oficialmente selecionados para o Festival de Cannes. Entre eles, conquistaram cerca de 30 prêmios nacionais e internacionais (incluindo o Grand Prix em festivais na Itália, Espanha, Alemanha, França e Estados Unidos).

### Carreira
Aos 21 anos, em 1978, ele filma A State of Siege, um filme de tamanho médio que adapta um romance de sua compatriota Janet Frame. Ward descreveu Siege como seu primeiro filme "público". Pelo menos cinco o antecederam. Enquanto trabalhava para obter um Diploma em Belas Artes (com honras) em Ilam, em Christchurch, ele encontrou seu interesse passando da pintura e escultura para o cinema e animação.
Depois de se formar, Ward foi viajar - não pela última vez - buscando inspiração. Desejoso de aprender mais sobre as tradições maori, ele acabou na casa de uma velha maori chamada Puhi e de seu filho esquizofrênico. Ward ficou dentro e fora por dois anos. O resultado de seu compromisso: documentário premiado de 45 minutos In Spring One Plants Alone (1981). Este documentário foi realizado ao longo de 18 meses, que durou o acompanhamento da velha maori Puhi e de seu filho esquizofrênico Niki.
Seu primeiro longa-metragem, Vigil (1984), segue "uma criança solitária que imagina, fantasia e sonha". Em parte inspirado pela educação parcialmente rural de Ward em Wairarapa, foi filmado em Taranaki após buscas exaustivas pelo local certo e pela pessoa certa (Fiona Kay) para interpretar a garota central. The Navigator: A Medieval Odyssey ganhou importantes prêmios nos prêmios da indústria cinematográfica da Austrália e da Nova Zelândia e tem um frescor, profundidade e vitalidade que os mantêm vivos, bem e atraem o público hoje.
O acompanhamento planejado de Ward foi The Navigator: A Medieval Odyssey (1988), que utiliza tons "azuis" e alaranjados "medievais" para capturar um grupo de aldeões cumbrianos do século XIV depois de atravessarem o túnel pela terra e se encontrarem nos dias modernos de Auckland . Ward descreveu o filme no The Evening Post como "uma história de aventura muscular, um filme de busca" - e também como uma colisão, uma "justaposição de dois períodos de tempo que permite que você veja seu próprio tempo com novos olhos".
The Navigator: A Medieval Odyssey é talvez o seu filme mais famoso.
Alien 3 foi um rascunho do roteiro de 1990 para uma sequência de Aliens, escrito por Ward e John Fasano. Ward e Fasano foram o quarto e o quinto dos dez escritores diferentes a enfrentar o projeto Alien 3, e seu roteiro não utilizado é de longe o mais famoso dos criados para o filme.  O roteiro de Ward foi escrito depois que o roteiro proposto por Twohy foi rejeitado e foi seguido pelo primeiro rascunho do que se tornaria o roteiro final, escrito por Walter Hill e David Giler.
Durante sete anos dentro e fora de Hollywood, Ward desenvolveu vários projetos e assumiu alguns pequenos papéis de ator. Ele assinou contrato para dirigir What Dreams May Come (1998), depois de injetar a ideia da trama que dá ao filme sua aparência incomum de pintura. A história de um homem (Robin Williams) em busca de sua esposa falecida no céu e no inferno teve críticas mistas, retornos sólidos de bilheteria - e um Oscar de 1999 por seus efeitos especiais. Ward havia recebido o Alien 3; seu conceito de um mundo governado por monges foi discutido no voo para Los Angeles. As diferenças criativas acabaram vendo o filme dirigido por David Fincher, mas elementos da história de Ward foram mantidos.
O épico de 2003, The Last Samurai, foi um filme inspirado em um projeto desenvolvido por Ward. O filme estava em desenvolvimento por quase quatro anos e depois de abordar vários diretores, incluindo Francis Ford Coppola e Peter Weir, ele se tornou produtor executivo. No final, o trabalho de diretor foi para Edward Zwick.
Em 2005, ele retorna à Nova Zelândia e recupera sua história mais imediata, a da sangrenta colonização britânica durante a segunda metade do século XIX. Todas as constantes de Ward voltam aqui com maior força, condensadas na formação "moderna" de um país com uma raiz "primitiva" profunda. River Queen (2005) é um filme difícil de entender e compreende o frio ou a perplexidade que pode chegar a acordar.

## Pintura e fotografia
Em 2010, ele publicou Vincent Ward: The Past Awaits, parte da crônica no meio da carreira e parte do livro de fotos de filmes de grande formato. O livro reúne imagens pungentes de todos os seus filmes, incluindo Vigil, The Navigator: A Medieval Odyssey, Map of the Human Heart, What Dreams May Come, River Queen e Rain of the Children, além de filmes anteriores. Entrelaçado com as imagens de The Past Awaits também é um fascinante livro de memórias em que ele explica por que esses filmes foram feitos e examina os temas que o interessam e motivam. "Este livro trata da busca de permanecer completo fazendo filmes, de ser inspirado pelas pessoas com quem trabalhei e de quem fiz filmes, e como, ao ver essas vidas, talvez seja mais fácil ver com mais clareza a minha própria." O cineasta alemão Wim Wenders disse: 
 Magnífico ... Não sei se um livro de fotos e histórias me comoveu tanto como The Past Awaits de Vincent Ward. Entrará na minha mala para aquela ilha solitária. 
 Enquanto seu colega cineasta neozelandês Peter Jackson disse: 
 Ler The Past Awaits é fazer uma jornada, não apenas na imaginação de Vincent Ward, mas em seu coração e alma. Essas imagens têm um poder e força que vão muito além do contexto do filme ao qual pertencem. Eles apresentam o espírito da Nova Zelândia. 
 Ward está desenvolvendo ativamente novos projetos para longas-metragens, além de se concentrar em projetos de arte de galerias públicas. Em um período de oito meses, ele realizou três exposições individuais de trabalhos de pintura, impressão, fotografia e instalação cinematográfica em larga escala. Em 2011, ele apresentou a Breath uma exposição de pinturas, fotografias e instalações cinematográficas na Galeria de Arte Govett-Brewster, em New Plymouth. Seguiram-se as exposições individuais de Auckland de 2012, Inhale e Exhale, na Gus Fisher Gallery e no TSB Bank Wallace Arts Center, respectivamente. Ele lançou um terceiro livro, Inhale | Expire, para coincidir com seus dois shows em Auckland (Ron Sang Publishing). Sua obra de arte é apresentada em suas 180 páginas de grande formato. Ward foi convidado para a 9ª Bienal de Xangai 2012. Ele foi o primeiro participante da Nova Zelândia na Bienal com um dos poucos shows solo do pavilhão, Auckland Station: Destinies Lost and Found, realizado em uma antiga igreja histórica no The Bund.
Como seus filmes, as obras da galeria de Ward têm uma sensibilidade visceral, confiando mais em estados psíquicos ou transcendentes do que em narrativas e diálogos. Frequentemente, eles se concentram no corpo em situações precárias (submersas, flutuantes, voadoras, em queda) ou em momentos transformacionais, que evocam um senso elevado de existência e vulnerabilidade humana. Esses momentos passageiros sugerem uma intensidade de vida que é compartilhada por todas as criaturas; tão direto, fugaz ou frágil como a respiração.

## Estilo e temas cinematográficos
Vincent Ward ganhou reconhecimento internacional como um cineasta talentoso com reputação de criar filmes com performances fortes e um estilo visual único. Seu trabalho com seu estilo visual distinto, capacidade de replicar uma variedade de estilos cinematográficos e com seus desempenhos fortes é considerado fazer marca. Seu cinema é muito imediato, sem nenhuma artificialidade ou palco, capturando algo que está acontecendo no momento, como os filmes de cinéma vérité que começaram nos anos dezenove. Seus filmes têm um estilo altamente seletivo, que na verdade não é característico do cinéma vérité, com suas lentes grande angulares e câmera com câmera que tenta captar as coisas à medida que elas acontecem.
A paisagem destaca-se fortemente no trabalho de Ward. Ele gosta de filmar em locais improváveis, como cavernas ou rochedos. Seus filmes recebem elogios regularmente por sua originalidade, atmosfera e imagens. Ele cria essas imagens assustadoras de personagens sozinho em paisagens selvagens, usando um estilo de filmagem quase documental, com trabalho de câmera manual, música minimalista e geralmente usa esquemas de cores para expressar emoções. Alguns dos temas dos filmes de Vincent Ward são: infância, miscigenação, relacionamento problemático da família, natureza e símbolo, maldição, isolamento, traição, ideia de viagem, enunciação da história, tradição contra a inovação ou emoções intensas através das cores.
Vincent Ward estabeleceu-se como cineasta de grande individualidade, intensidade e criatividade. Sua técnica narrativa está centrada na importância fundamental da imagem; ele tem um olho de pintor para capturar imagens impressionantes e atraentes. No entanto, todos os seus filmes estão unidos não apenas por suas imagens. Enquanto ele resiste a categorizar a si mesmo e a seu trabalho, Ward admitiu em uma entrevista com este escritor que "eu gosto de fazer filmes que dizem algo sobre as pessoas". Os personagens de Ward estão ligados no sentido de que são consistentemente isolados, presos pelos ambientes rurais áridos e desolados em que atingiram a maioridade. Ward está mais interessado em examinar a maneira como se relacionam com o ambiente e, ainda mais importante, como são tocados pelo mundo exterior. Claramente, esse tema está ligado às raízes do próprio cineasta na Nova Zelândia, um país predominantemente rural localizado no fundo do mundo.
O trabalho de Ward é caracterizado pela inovação, uma abordagem aventureira e um esforço aparentemente destemido para explorar, descobrir e assumir riscos criativos para fazer bons filmes. Seus filmes receberam reconhecimento internacional no Oscar e no Festival de Cannes e são aclamados por suas imagens fortes e icônicas. O Boston Globe o chamou de "um dos grandes criadores de imagens do cinema", enquanto Roger Ebert, um dos principais críticos de cinema dos Estados Unidos, o saudou como "um verdadeiro visionário".

## Filmografia
- State of Siege (1978) - curtametragem, diretor
- In Spring One Plants Alone (1981) - Diretor, roteirista e produtor
- Vigil (1984) - Diretor e roteirista
- The Navigator: A Medieval Odyssey (1988) - Diretor e roteirista
- Alien 3 (1992) - Roteirista
- Map of the Human Heart (1993) - Diretor, roteirista e produtor
- What Dreams May Come (1998) - Diretor
- The Last Samurai (2003) - Produtor executivo
- River Queen (2005) - Diretor e roteirista
- Rain of the Children (2008) - Diretor, roteirista e produtor

### Por Vincent Ward
- The Navigator, A Medieval Odyssey. Roteiro (Faber e Faber: 1989).
- Edge of the Earth: Stories and Images from the Antipodes (Auckland: Heinemann Reed, 1990).
- The Past Awaits, people, images, film. Livro fotográfico colorido, de grande formato, com imagens e histórias (publicado na Nova Zelândia por Craig Potton Publishing, 2010).
- Inhale | Exhale. Formato grande. Reproduções coloridas de Vincent Wards de suas exposições de 2011–2012 (Galeria de Arte Breath Govett Brewster, Inhale | Galeria Exus Gus Fisher e Pah Homestead, Bienal de Xangai na Estação Auckland) (Ron Sang Publications, 2012).

### Sobre Vincent Ward
- Making the Transformational Moment in Film: Unleashing the Power of the Image (with the Films of Vincent Ward), de Dan Fleming, (Michael Wiese Productions, 2011).

## Prêmios e honras
Seus filmes ganharam atenção aclamada pela crítica e pelo festival.
- In Spring One Plants Alone venceu o Grand Prix de 1982 no Cinema du Reel (Paris) e um Silver Hugo no Festival de Chicago.
- Vigil, The Navigator: A Odyssey Medieval e Map of the Human Heart foram os primeiros filmes de um neozelandês a serem selecionados para o Festival de Cannes. Esses filmes receberam cerca de 30 prêmios nacionais e internacionais (incluindo o Grand Prix em festivais na Itália, Espanha, França e Estados Unidos). Todos os três filmes têm performances atraentes e poderosas de atores infantis.
- The Navigator: A Medieval Odyssey ganhou importantes prêmios nos prêmios da indústria cinematográfica da Austrália e da Nova Zelândia.
- What Dreams May Come foi indicado a dois Oscar e ganhou o Oscar de melhores efeitos visuais em 1999.
- Rain of the Children ganhou o Grand Prix no Era New Horizons Film Festival. O filme foi indicado a prêmios e ganhou no Qantas Film and TV Awards na Nova Zelândia. Vincent Ward também foi indicado para melhor diretor no Australian Directors Guild Awards por Rain of the Children.